# São João Batista (ort i Brasilien, Santa Catarina, São João Batista, lat -27,28, long -48,85)
São João Batista är en ort i Brasilien.   Den ligger i kommunen São João Batista och delstaten Santa Catarina, i den södra delen av landet, 1 300 km söder om huvudstaden Brasília. São João Batista ligger 32 meter över havet och antalet invånare är 14 538.
Terrängen runt São João Batista är kuperad åt sydväst, men åt nordost är den platt. Det finns inga andra samhällen i närheten.
I omgivningarna runt São João Batista växer i huvudsak städsegrön lövskog. Runt São João Batista är det ganska glesbefolkat, med 34 invånare per kvadratkilometer.